# Арнулф II
Арнулф II Млади (на нидерландски: Arnulf II) е граф на Фландрия, управлявал от 965 до смъртта си през 987 година.

## Живот
Арнулф е роден около 960 година. Той е син на граф Балдуин III и Матилда, дъщеря на херцога на Саксония Херман Билунг. По това време баща му е съуправител на графството, заедно с възрастния си баща Арнулф I. Балдуин умира млад през 962 година и управлението е поето изцяло от Арнулф I. За да подсигури наследяването на Фландрия от малолетния си внук, той прави някои териториални отстъпки на крал Лотар, и предава на племенника си Арнулф васалното на Фландрия Булонско графство.
Арнулф I умира през 965 година и Арнулф II става граф, въпреки невръстната си възраст. Възползвайки се от слабостта на графството, крал Лотар завзема Теруан, Сен Пол, Дуе и Арас, но след намесата на епископите на Камбре и Арас, които искат съдействие от император Ото I, е принуден да се оттегли.
През 968 година Арнулф е оженен за значително по-възрастната Розала Италианска (* ок. 945, † 26 януари 1003), дъщеря на бившия крал на Италия Беренгар II и на Вила Тосканска.
След смъртта на краля на западните франки Людовик V през 987 година бароните от Северна Франция избират за крал робертина Юг Капет, но Арнулф II подкрепя каролингския претендент Карл, херцог на Долна Лотарингия. Юг Капет напада Фландрия и завзема Арас, а Арнулф е принуден да бяга при херцога на Нормандия Ришар I. С негова помощ той се споразумява с Юг Капет – признава го за крал, а той се изтегля от Фландрия.
Месец след тези събития Арнулф II умира от треска и е погребан в абатството „Свети Петър“ в Гент.
Арнулф е наследен от малолетния си син Балдуин. Малко след смъртта му Розала Италианска се омъжва на 1 април 988 г. за съвладетеля на Франция Робер II.

## Деца
Арнулф и Розала Италианска имат две деца:
- Матилда (? – преди 995)
- Балдуин (около 980 – 1035), граф на Фландрия